# Johan de Widt
Johan de Widt (Apeldoorn, 10 december 1908 - Amersfoort, 13 februari 1971) was een Nederlandse bestuurder en burgemeester.

## Loopbaan
De Widt volgde een opleiding aan de hbs in Apeldoorn en ging vervolgens aan het werk bij de gemeentesecretarie. In 1929 vertrok hij naar het toenmalige Nederlands-Indië. Hij studeerde twee jaar aan de bestuurschool in Batavia en vervulde zijn militaire dienst in Bandung. Hij werd uitgezonden als bestuursambtenaar naar Atjeh. In 1935 ging hij met verlof naar Nederland, waar hij Indisch recht studeerde aan de Universiteit Utrecht. Hij trouwde er met studiegenote Ada Lugten en trok met haar weer naar Nederlands-Indië. Hij werd referendaris van Bandoeng en in 1941 burgemeester van Pekalongan. In 1942 werden mr. De Widt en zijn gezin door de Japanners geïnterneerd en in verschillende kampen ondergebracht. Zij zagen elkaar pas drieënhalf jaar later weer en werden gerepatrieerd naar Nederland.
In 1946 werd De Widt burgemeester van Avereest en vervolgens in 1958 van Middelburg. In Middelburg stond hij betrekkelijk kort, na amper drie jaar volgde hij Hermen Molendijk op als burgemeester van Amersfoort. In november 1969 moest hij wegens ziekte zijn werk staken. Hij keerde in augustus 1970 terug, maar moest al na drie weken zijn werk opnieuw neerleggen. Hij overleed een paar maanden later op 62-jarige leeftijd.
Johan de Widt sympathiseerde met de VVD, maar was geen lid. Zijn zoon Hans de Widt (Bandoeng 1939) is wel VVD-lid en was gedurende 25 jaar burgemeester in diverse Nederlandse gemeenten.